# Leperoma
Leperoma là một chi rêu trong họ Lepicoleaceae.